# Walter Odington
Walter Odington je bio engleski benediktinski glazbeni teoretičar i znanstvenik koji je djelovao između 1298. i 1316. Autor je djela Suma spekulacije o glazbi (Summa de speculatione musice), najsveobuhvatnijeg engleskog glazbenoteorijskoga traktata 14. stoljeća. Odington je napisao i djela za ostale discipline kvadrivija (aritmetika, geometrija, astronomija), a najpoznatije mu je djelo alkemijski traktat Ycocedron. Suma obrađuje područja glazbe, numerologije, glazbene teorije, organologije i metrike kao teorijskih, te pjevanja, heksakordskoga sustava i diskanta kao praktičkih aspekata glazbe, a sadrži i niz primjera pojedinih vrsta višeglasja.